# Dwayne Ambusley
Dwayne Ambusley (* 10. August 1980 in Kingston) ist ein ehemaliger jamaikanischer Fußballspieler auf der Position eines Mittelfeldspielers. Erst im Alter von 36 Jahren gab er sein Debüt in der Nationalmannschaft seines Heimatlandes.

## Vereinskarriere
Dwayne Ambusley wurde am 10. August 1980 in der jamaikanischen Hauptstadt Kingston geboren, wuchs aber in Hanover auf und besuchte die Rusea’s High School in der Hafenstadt Lucea an der Nordküste Jamaikas. An der Rusea’s High School, die er 1996 abschloss, war er bereits als Fußballspieler erfolgreich und spielte mit der Senior-Mannschaft der Schule im daCosta Cup, der höchsten nationalen Schulfußballliga. Ein Jahr nach seinem High-School-Abschluss kam er für den Legend FC aus Hanover in der heute nicht mehr existierenden National A League zum Einsatz. Die National A League war zu diesem Zeitpunkt ein Puffer bzw. eine Zwischenstation zwischen den zweitklassigen und parallel laufenden Confederation Leagues und der National Premier League, der höchsten Spielklasse im jamaikanischen Fußball. In dieser Liga trat er unter anderem gegen Mannschaften wie Hazard United, heute besser bekannt als Portmore United FC, an.
Im Laufe der Jahre kam Ambusley auch in der Confed Super League zum Einsatz, wobei aus den Medien nicht hervorgeht, wo und wann er in dieser Zeit genau aktiv war. In den frühen 2000ern kam er jedoch zum Montpelier FC mit Spielbetrieb in der zweitklassigen Western Confederation Super League und war dort bis zu seinem Wechsel zu Seba United, heute Montego Bay United, aktiv. Mit der Mannschaft kam er im Laufe seiner dortigen Station zweimal ins Finale der Play-offs, nur knapp vor dem Einzug in die entscheidenden Aufstiegs-Play-offs. Einmal unterlag die Mannschaft im Finale dem Negril FC und ein weiteres Mal, in der Saison 2006/07, unterlag die Mannschaft, nach einem 1:0-Sieg im Hinspiel, nach einem Tor von Lenore Campbell, erst nach beendigtem Rückspiel, das der Montpelier FC mit 0:3, einem Hattrick von Jermaine „Tuffy“ Anderson, verlor, gegen den Granville FC. Nach seiner Zeit beim Montpelier FC schloss sich Ambusley Seba United an und trat für das Team in der Zweitklassigkeit in Erscheinung. Nach dem Aufstieg in der Spielzeit 2010/11, als Meister der Western Super League, trat er für den Klub, der im Juli 2011 vom Orville Powell erworben wurde und fortan den Namen Montego Bay United trug, in der höchsten jamaikanischen Fußballliga in Erscheinung.
Bereits in seiner ersten Saison in der National Premier League kam er in allen 33 Meisterschaftsspielen zum Einsatz, steuerte einen Treffer bei und rangierte mit dem Team im Endklassement, nach elf Siegen und genauso vielen Unentschieden und Niederlagen, auf dem siebenten Tabellenplatz. Dabei schaffte die Mannschaft nur knapp nicht den Einzug in die saisonentscheidenden Meisterschafts-Play-offs, sondern musste in den Relegations-Play-offs antreten. In diesen konnte sich die Mannschaft weitgehend gegen die Konkurrenz durchsetzen und schloss die Saison auf dem besagten siebenten Tabellenplatz ab. Die gleiche Endplatzierung erreichte er mit Montego Bay United auch in der Saison 2012/13, als er mit dem Team abermals nur knapp nicht in die Meisterschafts-Play-offs kam, in den Relegations-Play-offs jedoch vier der fünf Entscheidungspartien gewinnen konnte und somit auf dem siebenten Platz verblieb. In dieser Spielzeit kam er in 27 Ligaspielen zum Einsatz und blieb selbst torlos. Zu noch weniger Einsätzen kam er in der darauffolgenden Saison 2013/14, die erstmals nur in einem Meisterschafts-Play-off beendet wurde und kein Relegations-Play-off mehr aufwies. In dieser Saison war er in lediglich 13 Meisterschaftsspielen im Einsatz und belegte mit der Mannschaft am Ende der regulären Spielzeit den dritten Tabellenplatz. In den abschließenden Play-offs, die in einem Hin- und Rückspiel im Semifinale und einem einzigen Finalspiel ausgetragen wurden, setzte sich die Mannschaft gegen die Konkurrenz, allen voran dem in dieser Saison sehr starken Waterhouse FC, durch und gewann das Finale gegen ebendiesen nach einem Hattrick von Dino Williams und einem Doppelpack von Omar Gordon mit 5:2.
In der Saison 2014/15 brachte es der 180 cm große Mittelfeldspieler, der seit geraumer Zeit auch als Mannschaftskapitän von Montego Bay United agiert, wieder zu vermehrten Einsätzen in der jamaikanischen Erstklassigkeit. Nach 28 Einsätzen aus 33 Spielen der regulären Saison kam er mit Montego Bay United erneut auf den dritten Platz in der Tabelle, unterlag jedoch, nach dem späteren Einzug ins Play-off-Finale, dem Arnett Gardens FC mit 0:2. In der teilweise sehr dicht gestaffelten Endtabelle der regulären Spielzeit 2015/16 schaffte es Ambusley mit seinem Team abermals auf den dritten Tabellenplatz. Wie bereits zwei Jahre zuvor konnte sich die Mannschaft erneut im Finale durchsetzen und gewann dieses mit 2:1 über den Portmore United FC. Selbst kam der Mittelfeldakteur in 31 der 33 möglich gewesenen Ligapartien zum Einsatz und steuerte ein Tor bei. In der aktuell (Stand: 27. März 2017) noch laufenden National-Premier-League-Saison 2016/17 rangiert die Mannschaft auf dem vierten Platz, ist aber weiterhin nur wenige Punkte von der Tabellenführung entfernt. Bislang brachte es Ambusley auf Einsätze in 19 Ligaspielen und war dabei zweimal als Torschütze erfolgreich.

## Nationalmannschaftskarriere
Aufgrund seiner erbrachten Leistungen für den jamaikanischen Fußball und seine lange Zeit bei Seba United/Montego Bay United holte ihn Theodore Whitmore in die jamaikanische Fußballnationalmannschaft, in der er im Oktober 2016 36-jährig debütierte. Sein Debütspiel absolvierte er dabei am 11. Oktober 2016 in der Qualifikation zur Karibikmeisterschaft 2017, die gleichzeitig auch als Qualifikationsphase für den CONCACAF Gold Cup 2017 diente, als er in der dritten Runde, als Jamaika in die Qualifikation einstieg, von Beginn an und über die volle Spieldauer gegen Guyana zum Einsatz kam. Das Spiel endete erst in der Verlängerung in einem 4:2-Sieg für Jamaika. Auch im zweiten Gruppenspiel gegen Suriname setzte ihn Whitmore über die volle Spieldauer ein; die Partie endete noch in der regulären Spielzeit mit 1:0 für die Jamaikaner, die daraufhin Gruppensieger waren und sich damit für die Karibikmeisterschaft 2017 und den CONCACAF Gold Cup 2017 qualifizierten. Im darauffolgenden Jahr 2017 war er erstmals wieder bei einem freundschaftlichen Länderspiel gegen die Vereinigten Staaten am 3. Februar 2017 wieder im Kader der jamaikanischen Nationalelf. Hier war er jedoch nur auf der Ersatzbank und kam im Spiel nicht zum Einsatz. Weniger als zwei Wochen später absolvierte er jedoch bereits sein drittes Länderspiel, als er bei einem 1:0-Freundschaftsspielsieg über Honduras kurz vor Spielende, in der 90. Minute, für Omar Gordon auf den Rasen kam.

## Erfolge
- Jamaikanischer Meister: 2014, 2016